# Polydrepanum tamilum
Polydrepanum tamulum är en mångfotingart som beskrevs av Carl 1932. Polydrepanum tamulum ingår i släktet Polydrepanum och familjen orangeridubbelfotingar. Inga underarter finns listade i Catalogue of Life.